# Paraglossa atrisquamalis
Paraglossa atrisquamalis är en fjärilsart som beskrevs av George Francis Hampson 1906. Paraglossa atrisquamalis ingår i släktet Paraglossa och familjen mott. Inga underarter finns listade i Catalogue of Life.